# La Route (roman)
Pour les articles homonymes, voir La Route.
La Route (titre original anglais : The Road) est un roman post-apocalyptique de Cormac McCarthy publié en 2006 aux États-Unis chez l'éditeur new yorkais Alfred A. Knopf. Il a été publié en France en 2008 par les éditions de l'Olivier traduit de l'anglais par François Hirsch. Accueilli avec enthousiasme par le public et la critique, ce roman a été récompensé par le prix Pulitzer de la fiction en 2007, le prix Ignotus en 2008 et a été porté au cinéma par John Hillcoat, en 2009.
Ce roman fait partie des "25 chefs-d’œuvre de la littérature mondiale qui vont marquer le XXIème siècle" d'après l'hebdomadaire Télérama.

## Résumé
Un cataclysme inconnu a dévasté le monde. Des incendies géants ont ravagé les villes et les campagnes tandis que la faune a disparu. Ce qui ressemble à un hiver nucléaire masque en permanence le soleil et des cendres recouvrent le paysage. L'humanité a presque disparu, les quelques survivants se terrent tels des bêtes ou, ayant apparemment régressé, pratiquent le meurtre et le cannibalisme.
Dans ce décor apocalyptique, un père et son fils, que l'auteur ne nommera jamais autrement que « l'homme » et « le petit », errent en direction du sud, leurs maigres possessions rassemblées dans un chariot de supermarché et des sacs à dos.

## Genèse
Lors d'un entretien télévisée accordé à Oprah Winfrey, diffusé le 5 juin 2007, Cormac McCarthy lui a fait part de son expérience sur la difficulté d'être père à un âge avancé (il a alors 73 ans) et comment la relation avec son fils a été source d'inspiration de son roman La Route.

## Analyse
Œuvre métaphorique, ce roman est celui d'une quête impossible, celle d'un paradis perdu à jamais, d'une humanité qui se dérobe sans cesse sous les pieds fragiles des deux protagonistes, confrontés en permanence à la violence et à la barbarie.
C'est également une œuvre initiatique sur la transmission et la subjectivité des valeurs. Enfin, c'est le tableau puissant et émouvant d'une relation entre un père et son fils, liés par une obligation de survie et le désir de perpétuer la mémoire et la culture en un âge de ténèbres et de désespoir.
C'est enfin une œuvre métaphysique. Les deux personnages devant sans cesse, par contingence, reprendre la route (tel Sisyphe devant sans cesse pousser son rocher). Nous ignorons pourquoi ils sont là (l'auteur dit peu sur ce qui s'est passé) et ils ignorent leur avenir, parfaite comparaison avec la condition humaine.

## Adaptations

### Au cinéma
En 2009, le roman connaît une adaptation au cinéma : La Route, avec à la réalisation John Hillcoat d'après un scénario de Joe Penhall. Viggo Mortensen interprète le personnage principal, le père de famille qui tente de protéger son fils dans un monde post-apocalyptique. Charlize Theron joue quant à elle la mère de l’enfant. Beaucoup se sont interrogés sur l’adaptabilité du roman de Cormac McCarthy, récit épuré et solitaire. Cette adaptation possède des éléments tantôt très ressemblants et tantôt très différents par rapport au roman de McCarthy.

### En jeu vidéo
La Route a été l'une des sources d'inspiration pour les développeurs du jeux vidéo The Last of Us . Le jeu met en scène le voyage d'un homme et d'une enfant, Joël et Ellie, à travers des États-Unis dévastés, et la relation qu'ils tissent tout au long de leur périple n'est pas sans rappeler la relation entre le père et son fils. En outre, comme dans le livre, les protagonistes sont régulièrement amenés à fouiller des maisons délabrées pour récupérer des armes ou du nécessaire de survie et affrontent des bandes de survivants hostiles, voire cannibales. Enfin, de façon plus explicite, on retrouve dans le jeu un livre fictif dont l'auteure se nomme Kathryn McCormac, clin d’œil à l'auteur de La Route, Cormac McCarthy.

### Illustration
En 2010, un jardin du festival international des jardins de Chaumont-sur-Loire, parcelle no 7, intitulée Le jardin de la Terre gaste, présente une illustration de La Route, imaginée par l'écrivain Jean-Pierre Le Dantec.

### En bande dessinée
Le livre a également fait l’objet d’une adaptation en bande dessinée : le dessinateur français Manu Larcenet sort en librairie le 29 mars 2024 une BD du même nom.

## Livre audio en français
- Cormac McCarthy (trad. François Hirsch), La Route [« The Road »], Paris, Livraphone, 20 août 2008 (EAN 3358950001606, BNF 41354151)Narrateur : Éric Herson-Macarel ; support : 1 disque compact audio MP3 ; durée : 7 h 1 min environ ; référence éditeur : Livraphone LIV 508M.